# Troglohyphantes alluaudi
Troglohyphantes alluaudi är en spindelart som beskrevs av Fage 1919. Troglohyphantes alluaudi ingår i släktet Troglohyphantes och familjen täckvävarspindlar.
Artens utbredningsområde är Spanien. Inga underarter finns listade i Catalogue of Life.